# Atletica leggera ai Giochi della XXX Olimpiade - Maratona femminile

Video ufficiale della competizione

Ai Giochi della XXX Olimpiade, la competizione della maratona femminile si è svolta il 5 agosto nella città di Londra.

## Presenze ed assenze delle campionesse in carica
Per i campionati europei si considera l'edizione del 2010.
| Competizione      | Atleta           | Prestazione | Londra 2012 |
| ----------------- | ---------------- | ----------- | ----------- |
| Olimpiadi 2008    | Constantina Diță | 2h26'44"    | Presente    |
| Commonwealth 2010 | Irene Jerotich   | 2h34'30”    | Non qual.   |
| Europei 2010      | Anna Incerti     | 2h32'15”    | Presente    |
| Asiatici 2010     | Zhou Chunxiu     | 2h25'00”    | Ritirata    |
| Panamericani 2011 | Adriana Da Silva | 2h36'37"    | Presente    |
| Mondiali 2011     | Edna Kiplagat    | 2h28'43"    | Presente    |

## Il tracciato
La partenza della gara della maratona è stata posizionata sul Mall, l'ampio viale che unisce da ovest a est Buckingham Palace all'Admiralty Arch (Arco dell'Ammiragliato). La linea di partenza è stata fissata a circa 200 metri da Buckingham Palace.
La corsa era composta da un giro corto di circa 3,5 km e tre giri lunghi di 12,8 km ciascuno. Nel primo giro, dopo aver percorso un tratto rettilineo sul Mall, si girava a destra in Northumberland Avenue per poi svoltare a destra costeggiando il Tamigi fino al Ponte di Westminster. Da lì, le atlete tornavano davanti a Buckingham Palace per iniziare il primo dei tre giri lunghi.
Questi tre giri iniziavano calcando il tracciato del giro corto fino alla fine di Northumberland Avenue. Giunte in quel punto, le atlete dovevano svoltare a sinistra e percorrere la sponda sinistra del Tamigi fino al Ponte dei Frati Neri. Passato il ponte dovevano raggiungere Friday Street, per poi svoltare a sinistra costeggiando la Cattedrale di San Paolo. Da qui il percorso era caratterizzato da strade più strette e tortuose rispetto alle precedenti. Passata la cattedrale, il tracciato svoltava a destra su Ave Maria Lane per poi svoltare a destra su Newgate Street, e andare a percorrere King Edward Street, Little Britain, e St. Martin's Le -Grand e dunque tornare a immettersi in Newgate Street svoltando a sinistra.
Percorrendo Cheapside (su cui si trovava la metà esatta dell'intero percorso) le atlete arrivavano ad imboccare King Street a sinistra per poi trovarsi di fronte alla Guildhall e proseguire su Lothbury. Dopo una serie di curve in stretta successione, le atlete si trovavano su Cornhill, per voltare a destra in Gracechurh Street. Poi un tratto per raggiungere la Torre di Londra, punto più orientale del tracciato, e tornare dunque sui propri passi su Lower Thames Street. In seguito venivano percorse Cannon Street e Queen Victoria Street, per poi tornare a costeggiare il Tamigi sul tratto percorso all'inizio del giro. La parte finale dei tre giri lunghi coincideva con la seconda metà del giro corto.

## La gara
Il giorno della gara piove. Non è una sorpresa per Londra. Per le partecipanti è un vantaggio: la morsa di caldo che grava sulla città si allenta.
Durante la prima metà della gara nessuna atleta va all'attacco. I passaggi ogni 5 km sono attorno ai 17'20”-17'25”.
A metà gara (raggiunta in 1h13'13”) è in testa un gruppetto di oltre 20 atlete. Al 25º km tre keniote e tre etiopi si staccano dal gruppone di circa 4 secondi, aumentando progressivamente il vantaggio. Il ritmo si alza: i 5 km dal 25º al 30º sono percorsi in 16'21”. Le atlete in fuga sono Mary Keitany, Priscah Jeptoo, Tiki Gelana, Edna Kiplagat (la campionessa mondiale in carica), Mare Dibaba. Dietro di loro, a 9 secondi, c'è la russa Tat'jana Archipova, che sta rinvenendo.
Al 35º km la Archipova raggiunge la testa della corsa (1h59'29”). Si forma un quartetto con la russa, Gelana, Keitany e Jeptoo. Al 40º km (2h16'10”) la Gelana ha le energie per staccare le rivali ed andare a vincere. Al secondo posto si classifica la Jeptoo. La Archipova vince il bronzo con il record personale.
La vincitrice stabilisce il nuovo record olimpico. Ventinove atlete hanno percorso la distanza in meno di due ore e mezza: è il numero più alto riscontrato nelle manifestazioni mondiali. 

## Ordine d'arrivo
Domenica 5 agosto, ore 11:00.
| Primatista mondiale   | 2h15'25" 2003  | Paula Radcliffe | Infortunata |
| Primatista stagionale | 2h18'37 (22/4) | Mary Keitany    | Presente    |

| Pos | Atleta                     | Paese                | Tempo    | Note                                     |
| --- | -------------------------- | -------------------- | -------- | ---------------------------------------- |
| 1   | Tiki Gelana                | Etiopia              | 2h23'07" |                                          |
| 2   | Priscah Jeptoo             | Kenya                | 2h23'12" |                                          |
| 3   | Tat'jana Petrova-Archipova | Russia               | 2h23'29" | Miglior prestazione personale            |
| 4   | Mary Keitany               | Kenya                | 2h23'56" |                                          |
| 5   | Tetjana Gamera-Šmyrko      | Ucraina              | 2h24'32" |                                          |
| 6   | Xiaolin Zhu                | Cina                 | 2h24'48" |                                          |
| 7   | Jéssica Augusto            | Portogallo           | 2h25'11" |                                          |
| 8   | Valeria Straneo            | Italia               | 2h25'27" |                                          |
| 9   | Al'bina Majorova           | Russia               | 2h25'38" |                                          |
| 10  | Shalane Flanagan           | Stati Uniti          | 2h25'51" |                                          |
| 11  | Kara Goucher               | Stati Uniti          | 2h26'07" |                                          |
| 12  | Helalia Johannes           | Namibia              | 2h26'09" | Record nazionale                         |
| 13  | Marisa Barros              | Portogallo           | 2h26'13" |                                          |
| 14  | Irina Mikitenko            | Germania             | 2h26'44" |                                          |
| 15  | Kimberley Smith            | Nuova Zelanda        | 2h26'59" |                                          |
| 16  | Ryoko Kizaki               | Giappone             | 2h27'16" |                                          |
| 17  | Lisa Jane Weightman        | Australia            | 2h27'32" | Miglior prestazione personale            |
| 18  | Isabellah Andersson        | Svezia               | 2h27'36" |                                          |
| 19  | Yoshimi Ozaki              | Giappone             | 2h27'43" |                                          |
| 20  | Edna Kiplagat              | Kenya                | 2h27'52" |                                          |
| 21  | Ana Dulce Félix            | Portogallo           | 2h28'12" |                                          |
| 22  | Xueqin Wang                | Cina                 | 2h28'21" |                                          |
| 23  | Mare Dibaba                | Etiopia              | 2h28'48" |                                          |
| 24  | Hilda Kibet                | Paesi Bassi          | 2h28'52" |                                          |
| 25  | Inés Melchor               | Perù                 | 2h28'54" |                                          |
| 26  | Alessandra Aguilar         | Spagna               | 2h29'19" |                                          |
| 27  | Rasa Drazdauskaité         | Lituania             | 2h29'29" | Miglior prestazione personale            |
| 28  | Diana Lobacevske           | Lituania             | 2h29'32" | Miglior prestazione personale            |
| 29  | Anna Incerti               | Italia               | 2h29'38" |                                          |
| 30  | Rosaria Console            | Italia               | 2h30'09" |                                          |
| 31  | Diane Nukuri               | Burundi              | 2h30'13" |                                          |
| 32  | Susanne Hahn               | Germania             | 2h30'22" |                                          |
| 33  | Nastassia Staravoitava     | Bielorussia          | 2h30'25" |                                          |
| 34  | Sviatlana Kouhan           | Bielorussia          | 2'30"26  |                                          |
| 35  | René Kalmer                | Sudafrica            | 2h30'51" |                                          |
| 36  | Karolina Jarzyńska         | Polonia              | 2h30'57" |                                          |
| 37  | Souad Aït Salem            | Algeria              | 2h31'15" |                                          |
| 38  | Beata Naigambo             | Namibia              | 2h31'16" |                                          |
| 39  | Jessica Trengove           | Australia            | 2h31'17" |                                          |
| 40  | Jessica Draskau-Petersson  | Danimarca            | 2h31'43" | Miglior prestazione personale            |
| 41  | Yunhee Chung               | Corea del Sud        | 2h31'58" |                                          |
| 42  | Aselefech Mergia           | Etiopia              | 2h32'03" |                                          |
| 43  | Gladys Tejeda              | Perù                 | 2h32'07" | Miglior prestazione personale            |
| 44  | Freya Murray               | Gran Bretagna        | 2h32'14" |                                          |
| 45  | Lidia Șimon                | Romania              | 2h32'46" | Miglior prestazione personale stagionale |
| 46  | Marisol Romero             | Messico              | 2h33'08" |                                          |
| 47  | Adriana Aparecida da Silva | Brasile              | 2h33'15" |                                          |
| 48  | Olena Burkovs'ka           | Ucraina              | 2h33'26" |                                          |
| 49  | Kim Kum-ok                 | Corea del Nord       | 2h33'30" |                                          |
| 50  | Karina Pérez               | Messico              | 2h33'30" |                                          |
| 51  | Erika Abril                | Colombia             | 2h33'33" |                                          |
| 52  | Lisa Christina Stublić     | Croazia              | 2h34'03" |                                          |
| 53  | Maja Neuenschwander        | Svizzera             | 2h34'50" |                                          |
| 54  | Andrea Mayr                | Austria              | 2h34'51" |                                          |
| 55  | Wilma Arizapana            | Perù                 | 2h35'09" |                                          |
| 56  | Kyong-Hui Jon              | Corea del Nord       | 2h35'17" |                                          |
| 57  | Claire Hallissey           | Gran Bretagna        | 2h35'39" |                                          |
| 58  | Jiali Wang                 | Cina                 | 2h35'46" |                                          |
| 59  | Rehaset Mehari             | Eritrea              | 2h35'49" |                                          |
| 60  | Iuliia Andreeva            | Kirghizistan         | 2h36'01" |                                          |
| 61  | María Elena Espeso         | Spagna               | 2h36'12" |                                          |
| 62  | Lishan Dula                | Brunei               | 2h36'20" |                                          |
| 63  | Bahar Dogan                | Turchia              | 2h36'35" |                                          |
| 64  | Erika Olivera              | Cile                 | 2h36'41" | Miglior prestazione personale stagionale |
| 65  | Natalia Cerches            | Moldavia             | 2h37'13" | Miglior prestazione personale            |
| 66  | Linda Byrne                | Irlanda              | 2h37'13" |                                          |
| 67  | Ivana Sekyrová             | Rep. Ceca            | 2h37'14" |                                          |
| 68  | Ava Hutchinson             | Irlanda              | 2h37'17" |                                          |
| 69  | Natalia Romero             | Cile                 | 2h37'47" |                                          |
| 70  | Dailín Belmonte            | Cuba                 | 2h38'08" | Miglior prestazione personale            |
| 71  | Ana Subotic                | Serbia               | 2h38'22" |                                          |
| 72  | Sultan Haydar              | Turchia              | 2h38'26" |                                          |
| 73  | Samira Raif                | Marocco              | 2h38'31" | Miglior prestazione personale stagionale |
| 74  | Mi-Gyong Kim               | Corea del Nord       | 2h38'33" |                                          |
| 75  | Remalda Kergytè            | Lituania             | 2h39'01" |                                          |
| 76  | Kyung-Hee Lim              | Corea del Sud        | 2h39'03" |                                          |
| 77  | Sladana Perunovic          | Montenegro           | 2h39'07" |                                          |
| 78  | Olga Dubovskaya            | Bielorussia          | 2h39'12" |                                          |
| 79  | Risa Shigetomo             | Giappone             | 2h40'06" |                                          |
| 80  | Amira Ben Amor             | Tunisia              | 2h40'13" |                                          |
| 81  | Tanith Maxwell             | Sudafrica            | 2h40'27" |                                          |
| 82  | María Peralta              | Argentina            | 2h40'50" |                                          |
| 83  | Rosa Chacha                | Ecuador              | 2h40'57" | Miglior prestazione personale stagionale |
| 84  | Triyaningsih               | Indonesia            | 2h41'15" |                                          |
| 85  | Beáta Rakonczai            | Ungheria             | 2h41'20" |                                          |
| 86  | Constantina Diță           | Romania              | 2h41'34" |                                          |
| 87  | Leena Puotiniemi           | Finlandia            | 2h42'01" |                                          |
| 88  | Žana Jereb                 | Slovenia             | 2h42'50" |                                          |
| 89  | Ümmü Kiraz                 | Turchia              | 2h43'07" |                                          |
| 90  | Mamorallo Tjoka            | Lesotho              | 2h43'15" | Miglior prestazione personale stagionale |
| 91  | Gabriela Traña             | Costa Rica           | 2h43'17" |                                          |
| 92  | Zsófia Erdélyi             | Ungheria             | 2h44'46" |                                          |
| 93  | Jane Suuto                 | Uganda               | 2h44'46" |                                          |
| 94  | Yolimar Pineda             | Venezuela            | 2h45'16" |                                          |
| 95  | Anikó Kálovics             | Ungheria             | 2h45'55" |                                          |
| 96  | Seongeun Kim               | Corea del Sud        | 2h46'38" |                                          |
| 97  | Vanessa Veiga              | Spagna               | 2h46'53" |                                          |
| 98  | Dace Lina                  | Lettonia             | 2h47'47" |                                          |
| 99  | Katarina Bérešová          | Slovacchia           | 2h48'11" |                                          |
| 100 | Benita Willis              | Australia            | 2h49'38" |                                          |
| 101 | Claudette Mukasakindi      | Ruanda               | 2h51'07" |                                          |
| 102 | Otgonbayar Luvsanlundeg    | Mongolia             | 2h52'15" |                                          |
| 103 | Evelin Talts               | Estonia              | 2h54'15" |                                          |
| 104 | Konstadína Kefalá          | Grecia               | 3h01'18" |                                          |
| 105 | Ni Lar San                 | Birmania             | 3h04'27" |                                          |
| 106 | Juventina Napoleao         | Timor Est            | 3h05'07" | Miglior prestazione personale            |
| 107 | Caitriona Jennings         | Irlanda              | 3h22'11" |                                          |
| -   | Lucia Kimani               | Bosnia ed Erzegovina | DNF      |                                          |
| -   | Yolanda Caballero          | Colombia             | DNF      |                                          |
| -   | Mara Yamauchi              | Gran Bretagna        | DNF      |                                          |
| -   | Soumiya Labani             | Marocco              | DNF      |                                          |
| -   | Lornah Kiplagat            | Paesi Bassi          | DNF      |                                          |
| -   | Irvette van Blerk          | Sudafrica            | DNF      |                                          |
| -   | Lilija Šobuchova           | Russia               | DNF      |                                          |
| -   | Olivera Jevtić             | Serbia               | DNF      |                                          |
| -   | Tetjana Filonjuk           | Ucraina              | DNF      |                                          |
| -   | Desireé Davila             | Stati Uniti          | DNF      |                                          |
| -   | Sharon Tavengwa            | Zimbabwe             | DNF      |                                          |